# Villadonga
Villadonga (llamada oficialmente Santiago de Viladonga) es una parroquia española ubicada en el municipio de Castro de Rey, en la provincia de Lugo, Galicia.

## Organización territorial
La parroquia está formada por once entidades de población, constando nueve de ellas en el nomenclátor del Instituto Nacional de Estadística español:
- A Cañoteira

- A Carreira
- A Casela
- A Cova
- A Lóngara
- A Rúa de Arriba
- A Rúa de Abaixo
- Montebón
- O Campo
- O Rodao
- Salcedo

## Demografía
| Gráfica de evolución demográfica de Villadonga entre 2000 y 2021 |
|                                                                  |
| Datos según el nomenclátor publicado por el INE.                 |